# Popenaias popeii
Popenaias popeii – gatunek małża z rodziny skójkowatych (Unionidae) zagrożonego wyginięciem. Występuje endemicznie w Stanach Zjednoczonych.

## Występowanie
Wody słodkie w USA.